# 이풍한
이풍한(李豊漢, 1885년 5월 23일 ~ 1950년 9월 10일)은 일제강점기의 조선귀족으로, 본관은 전주, 본적은 서울특별시 종로구 관철동이며 남작 이종건의 아들이다.

## 생애
1901년 5월 2일 현릉 참봉에 올랐으며 1904년 5월 11일 정3품에 서위되었다. 1905년 4월 27일 비서감승으로 임명되었다. 1914년 6월 10일 일본 정부로부터 남작 이종건(이풍한의 아버지)의 사자(嗣子)로서 종5위에 서위되었으며 1915년 1월 11일 시정 5년 기념 조선물산공진회 경성협찬회 유공회원으로 선임되었다.
1915년 11월 10일 일본 정부로부터 다이쇼 대례 기념장, 1928년 11월 16일 쇼와 대례 기념장을 받았으며 1931년 6월 1일 자신의 아버지였던 이종건이 받은 남작 작위를 승계받았다. 1937년 8월 국방헌금 2,000원을 헌납했고 1937년 8월 20일 조선총독 주관으로 열린 시국간담회에 출석했다. 1937년 9월 동요회 회원으로 애국헌금 1,000원을 헌납했으며 1937년 9월 17일 애국비행기 기금 300원을 헌납했다.
1937년 9월 정5위에 서위되었으며 1939년 11월 조선유도연합회 평의원으로 선임되었다. 1941년 종4위에 서위되었고 1941년 12월 육해군 적성금 2,000원을 헌납했다. 광복 이후인 1949년 1월 14일 반민족행위특별조사위원회에 체포된 뒤 특별검찰부에 송치되어 조사를 받기도 했다. 민족문제연구소의 친일인명사전 수록자 명단의 수작/습작 부문, 친일반민족행위진상규명위원회가 발표한 친일반민족행위 705인 명단에 포함되었다.

## 참고자료
- 친일반민족행위진상규명위원회 (2009). 〈이풍한〉. 《친일반민족행위진상규명 보고서 Ⅳ-14》. 서울. 633~645쪽.